# Arbitraj
Arbitrajul este o jurisdicție alternativă față de tribunal sau judecătorie, având caracter privat și care dă posibilitatea părților participante la încheierea de contracte să prevadă ca orice litigiu decurgând din sau în legătură cu aceste înscrisuri să fie soluționat prin procedura arbitrală. În cadrul acestei proceduri, părțile implicate se supun deciziei unei terțe părți, numită arbitru, luate în urma unei proceduri judiciare, din care rezultă o hotărâre definitivă și obligatorie.